# あさってはSunday
「あさってはSunday」（あさってはサンデー）は、日本の6人組男性アカペラボーカルグループ、RAG FAIRの4枚目のシングル。

## 収録曲
1. あさってはSunday
  - 作詞/作曲：土屋礼央

TBS系ドラマ「ママの遺伝子」主題歌
2. かえりみち
  - 作詞/作曲：奥村政佳

TBS系ドラマ「ママの遺伝子」挿入歌
3. WINDY
4. あさってはSunday ～Hiroyasu Yano Remix～
  - 作詞/作曲：土屋礼央